# ميجا مان إكس 6
ميجا مان إكس 6 (بالإنجليزية: Mega Man X6)‏ ، وتسمى في النسخة اليابانية روك مان إكس 6 (Rockman X6) (باليابانية: ロックマンX6) هي لعبة فيديو إلكترونية أنتجتها شركة كابكوم اليابانية سنة 2001م، وهي الجزء السادس من سلسلة ميجا مان إكس الرئيسية، وتعمل لنظامي بلاي ستيشن والحاسب الشخصي لنظام آي بي إم.